# واييون

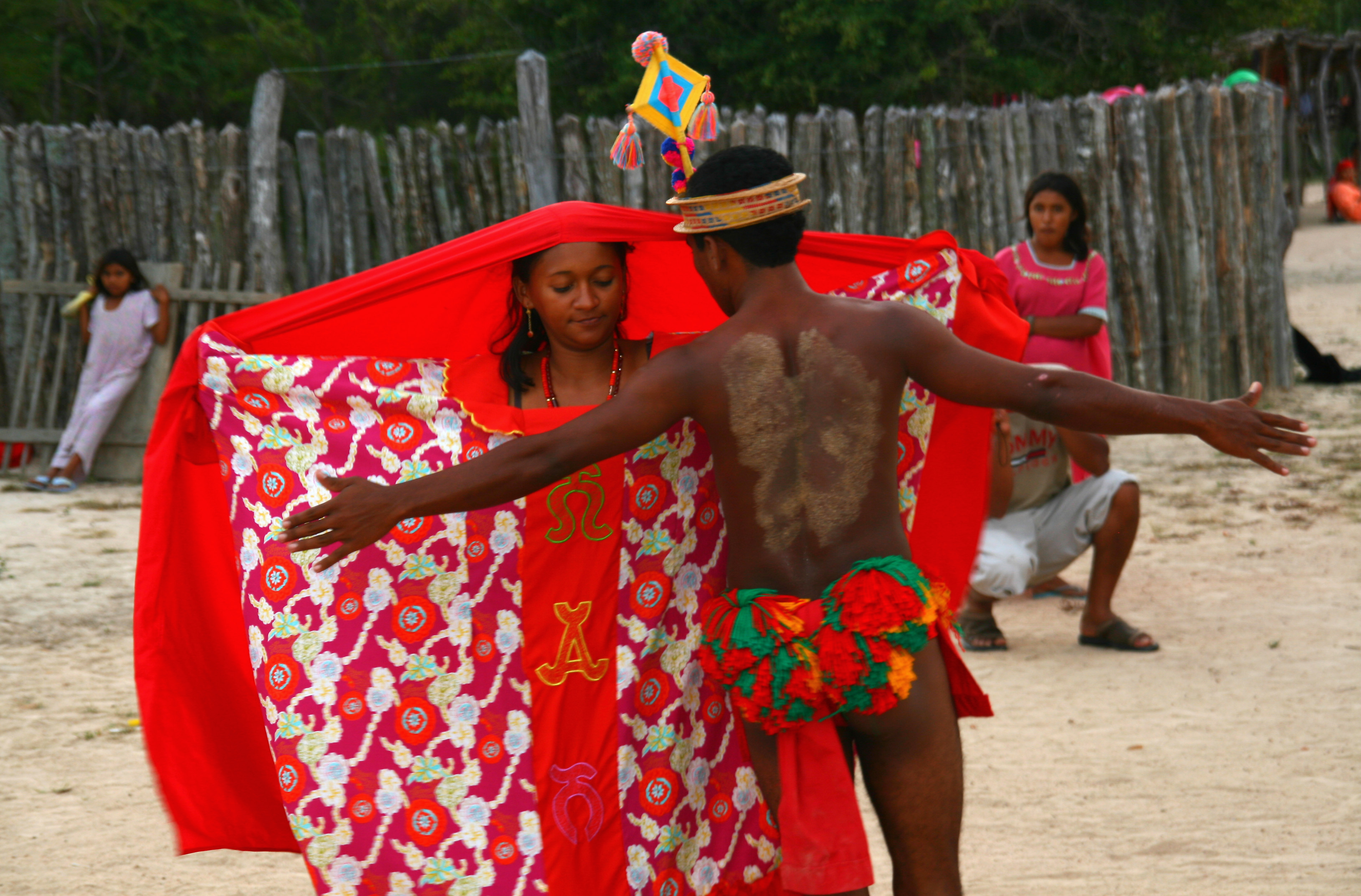

واييون أو غواخيرو أو واهيرو (بالإنجليزية: Wayuu)‏ هم مجموعة عرقية من الناس من الهنود الحمر تعيش في شبه جزيرة كواخيرا التي تقع بين شمال كولومبيا وشمال غرب فنزويلا، يتكلم الواييو اللغة الواييوية، يبلغ تعداد هذه القومية في فنزويلا 293777 نسمة حسب إحصاء 2001 ويبلغ عددهم في كولومبيا 144003 نسمة حسب إحصاء سنة 1997 ويعتنقون الديانات المحلية مع الكاثوليكية.

## التاريخ

### تمرد غواخيرو
على الرغم من أن شعب وايو لم يخضع للإسبان قط، إلا أن الطرفين كانا في حالة حرب دائمة إلى حدٍّ ما. قامت حركات تمرد عام 1701 (عندما دمروا بعثة كبوشين)، وعام 1727 (عندما هوجم الإسبان من قِبل أكثر من 2000 فرد من السكان الأصليين)، وفي الأعوام 1741، 1757، 1761 و 1768. وفي عام 1718، قال عنهم الحاكم سوتو دي هيريرا أنهم «همجيين، ولصوص خيل، ويستحقون الموت، ليس لديهم إله، ودون قانون ودون ملك». ومن بين جميع الشعوب الأصلية في إقليم كولومبيا، كانوا متميزين في تعلم استخدام الأسلحة النارية والخيول.
في عام 1769، استولى الإسبان على 22 شخص من شعب وايو لتشغيلهم في بناء تحصينات قرطاجنة. وكان رد فعل السكان الأصليين غير متوقعًا. في الثاني من مايو 1769، وفي منطقة إل رينكون بالقرب من ريوهاتشا، أضرموا النار في قريتهم محرقين الكنيسة وأحرقوا اثنين من الإسبان الذين لجأوا إليها. وأسروا القس أيضًا. وعلى الفور أرسل الإسبان حملة من إل رينكون للقبص على الوايو. تولى قيادة هذه الفرقة خوسيه أنطونيو دي سييرا، وهو مستيثو كان قد ترأس أيضًا الفريق الذي ألقى القبض على الاثنين وعشرين فردًا من الغواخيرو. وقد تعرفوا عليه وأجبروا فرقته على اللجوء إلى منزل القسيس، ثم أضرموا به النار. وقد قُتِل سييرا وثمانية من رجاله.
وسرعان ما انتشر خبر هذا النصر في مناطق غواخيرو الأخرى، وانضم المزيد من الرجال إلى التمرد. ووفقًا لما ذكره ميسيا: في ذروة التمرد، وُجِد 20,000 وايو مدججين بالسلاح. وكان العديد منهم قد حصلوا على أسلحة نارية من مهربين إنجليزيين وهولنديين، حتى من إسبانيا في بعض الأحيان. وقد مكنت هذه العمليات المتمردين من الاستيلاءعلى جميع مستوطنات المنطقة تقريبًا وإحراقها. وطبقًا للسلطات فقد قُتِل أكثر من مئة إسباني وأِسِر العديد منهم. استولى أيضًا المتمردون على العديد من قطعان الماشية . وقد لجأ الإسبان إلى ريوهاتشا وأرسلوا رسائل عاجلة إلى ماراكايبو، وفاليديوبار، وسانتا مارتا، وقرطاجنة. أرسلت قرطاجنة 100 جندي. المتمردون أنفسهم لم يكونوا موحدين. وقد حمل أقارب سييرا بين صفوف الوايو السلاح ضد المتمردين انتقامًا لوفاته. تحاربت مجموعتا السكان الأصليين في لا سوليداد. وقد أدى ذلك إلى جانب وصول التعزيزات الإسبانية إلى تلاشي التمرد، ولكن بعد أن استعاد الغواخيرو مناطق كثيرة.